# التدخل السياسي لإدارة ترامب في المؤسسات العلمية
سيّست إدارة رئيس الولايات المتحدة الخامس والأربعون، دونالد ترمب، العلم مرارًا وتكرارًا من خلال الضغط أو الهيمنة على مؤسسات الصحة والعلم لتغيير تقاريرها وتوصياتها بما يتفق مع سياساته وخطاباته العامة. ينطبق هذا الكلام بوجه خاص على جائحة كوفيد-19 في الولايات المتحدة.
ضغط ترمب وموظفيه على الوكالات الفدرالية في مجالي الصحة والعلم لكي تتخذ إجراءات معينة فضلها ترمب ولتدعم تصريحاته العلنية. ادعى في بعض الأحيان أنه كان هناك مؤامرة بوجود «دولة عميقة» في أوساط العلماء الفدراليين، أخّر أعضاؤها الموافقة على اللقاحات والعلاجات لأنهم أرادوا أذيته سياسيًا أو منع إعادة انتخابه.

## مؤسسات الصحة

### إخفاء وتحريف بلاغات مؤسسات الصحة
في أبريل 2020، عُيّن الخبير الاستراتيجي والناشط السياسي مايكل كابوتو من قِبل البيت الأبيض أمينًا مساعدًا للشؤون العامة في وزارة الصحة والخدمات البشرية (إتش إتش إس)، للتحكم في الاستراتيجية الإعلامية للوزارة. عيّنَ كابوتو، بول ألكسندر، الأستاذ والباحث في مجال الصحة، كبير مستشاريه. حاولا إلى جانب مسؤولين آخرين في الوزارة، التحكم في محتوى المعلومات الصادرة عن مراكز السيطرة على الأمراض والوقاية منها (سي دي سي) متى ما عُدّت مناقضة لما كان يقوله ترمب علنًا. في يونيو 2020 عيّن البيت الأبيض عميلين سياسيين لا يملكان خلفية في مجال الصحة العامة في مقر المركز في أتلانتا. كانت مسؤوليتهما، وفقًا لموظفي المركز والوزارة، مراقبة علماء السي دي سي ومديرها روبرت ريدفيلد، وذلك في إطار المساعي المستمرة للتحكم بالبلاغات الإعلامية للمؤسسة. في البداية لم يكن دورهما في السي دي سي محددًا؛ عُيّن أحدهما لاحقًا نائبة رئيس الموظفين المؤقتة لدى ريدفيلد والآخر مساعدها. رغم تقديمهما التقارير رسميًا إلى ريدفيلد، إلا أنهما تواصلا بانتظام مع كابوتو وألكسندر في وزارة الصحة.
كان كابوتو في يونيو يحاول التحكم في تقرير الأمراض والوفيات الأسبوعي (إم إم دبليو آر)، وهو منشور أسبوعي صادر عن السي دي سي؛ وهو أداة السي دي سي الرئيسية لنشر المعلومات والتوصيات الحديثة حول الصحة العامة للأطباء والباحثين والعامة. في سبتمبر 2020 أُفيد بأن الموظفين السياسيين في وزارة الصحة قد حاولوا باستمرار تغيير أو تأخير أو إزالة تقاريرٍ حول كوفيد – 19 من منشورات إم إم دبليو آر إذا ما قوضت مزاعم ترمب القائلة بأن التفشي تحت السيطرة. أكد كابوتو تقريرَ سبتمبر، قائلًا إن محاولاته للتأثير على محتوى الإم إم دبليو آر قد استمر لثلاثة أشهر ونصف. قال إن ذلك كان بسبب احتواء مناشير تقرير الأمراض والوفيات الأسبوعي على «مضمون سياسي» بالإضافة إلى المعلومات العلمية، مُضيفًا إلى أن التغييرات المقترحة من قِبل مكتبه «قلما» قبلتها السي دي سي. أُخّرَ تقريرٌ من تقارير الأمراض والوفيات الأسبوعية، يقلل من فائدة الهيدروكسي كلوروكين بوصفه علاجًا لكوفيد-19، لمدة شهر تقريبًا بسبب تشكيك ألكسندر بتوجهات مؤلفيه. أُعيق أيضًا تقريرٌ حول إمكانية إصابة طلاب المدارس بالفيروس. طالب ألكسندر، دون جدوى، بأن يُسمح له بمراجعة وتعديل جميع أعداد تقرير الأمراض والوفيات الأسبوعي قبل نشرها. في 8 أغسطس، كتب ألكسندر إلى ريدفيلد أن «السي دي سي تبدو في نظري وكأنها تكتب مقالات نقد لاذعة للإدارة». طلب من ريدفيلد تغيير بعض التقارير التي سبق ونُشرت. قال ألكسندر لاحقًا أن السي دي سي قد كتبت «تقارير علمية زائفة» وأنه الشخص المؤهل «لاتخاذ قرارٍ حول ما إذا كانت محض هراء». قاومت مراكز السيطرة على الأمراض والوقاية منها (سي دي سي) العديد من التغييرات، لكنها سمحت لموظفي وزارة الصحة بمراجعة المقالات واقتراح التغييرات قبل النشر.
في أغسطس وأوائل سبتمبر 2020، أرسل ألكسندر رسائل عديدة إلى مسؤولي الصحافة في معاهد الصحة الوطنية محاولًا توجيه تصريحات أنتوني فاوتشي الإعلامية. كان من بين مطالبه امتناع فاوتشي عن تشجيع ارتداء الكمامات من قِبل الأطفال في المدارس وإجراءهم لاختبار كوفيد-19. قال فاوتشي لاحقًا أنه لم يتلقى الرسائل ولم يكن سيتأثر بهم ولو تلقاهم.
في 16 سبتمبر قال روبرت ريدفيلد، رئيس السي دي سي، في جلسة استماع لمجلس الشيوخ أن وزارة الصحة ومكتب الإدارة والميزانية التابع للبيت الأبيض قد أمروه بتحويل 300 مليون دولار من ميزانية وكالته إلى وزارة الصحة، لتُنفَق على حملة علاقات عامة بإدارة كابوتو. أضاف أن السي دي سي لم تُستشار حول حملة العلاقات العامة المقترحة، التي كان الهدف منها «إعادة أميركا». صرح كابوتو على فيسبوك أن البرنامج «طُلب مني من قِبل رئيس الولايات المتحدة، شخصيًا». كان الهدف إحضار 20 شخصية مشهورة على الأقل لتسجيل رسائل من أجل «استعادة الأمل» و«هزيمة اليأس» لتُنشر وتُعرض قبل انتخابات نوفمبر. على أي حال، قبل أسابيع من الانتخابات أُفيد بأن البرنامج «يتهاوى»، بسبب رفض معظم المشاهير المستهدفين المشاركة ولأن الشركة الموظفة لتنفيذ المشروع المصور، التي يرأسها شريك عمل كابوتو، لا تمتلك خبرة سابقة بحملات الصحة العامة. في 2 أكتوبر أخبر وزير الصحة، أليكس عازار، الكونغرس أنه بدأ بمراجعة البرنامج للتأكد من أنه سيخدم هدف الصحة العامة. في 29 أكتوبر، أفادت صحيفة بوليتيكو أن البرنامج لم يعد عرضه مقررًا قبل الانتخابات وربما لن يعرض أبدًا. أُفيد أيضًا بأنه جرى التدقيق في الآراء السياسية للمشاهير المقترحين من أجل الإعلانات قبل التواصل معهم؛ استُبعد من كان قد انتقد ترمب سابقًا أو من عبر عن دعمه للرئيس باراك أوباما، أو حقوق المثليين، أو الزواج المثلي. أُفيد بأن 274 شخصية مشهورة قد أُخذت بعين الاعتبار لكن لم يوافَق إلا على 10 منهم.
في رسائل إلكترونية إلى ريدفيلد، اتهم ألكسندر وكابوتو باستمرار علماء السي دي سي بأنهم يحاولون «إيذاء الرئيس» وبأنهم يكتبون «مقالات تنتقد الإدارة». وصف موظفو السي دي سي تلك الفترة بأنها حملة تنمر وترهيب استمرت لخمسة أشهر. في 30 يونيو وجه ألكسندر انتقادًا شديدًا لمقابلة آن شوشات، النائبة الأولى لمدير السي دي سي، بيّنت فيها حجم الجائحة وحثت الأمريكيين على ارتداء الكمامات. اتهمها ألكسندر بالكذب ومحاولة إحراج الرئيس، وأنها لربما حاولت التسبب بطردها. في حادثة أخرى، طالب كابوتو مرارًا بمعرفة من وافق في المكتب الصحفي لسي دي سي على سلسلة من المقابلات بين عالم الأوبئة في سي دي سي والإذاعة الوطنية العامة، قائلًا أنه احتاج معرفة اسمه ليدير اتصالات الوزارة و «إن لم تلتزم بتوجيهاتي، ستخضع للمساءلة». هدد بشكل مشابه موظف صحفي لسي دي سي أخبر السي إن إن حول حملة علاقات عامة بشأن لقاحٍ قادم. في 20 يونيو 2020، أرسل ألكسندر رسالة إلى مدير السي دي سي روبرت آر. ريدفيلد، ينتقد من خلالها تقريرًا للسي دي سي حول مخاطر كوفيد-19 على النساء الحوامل. قال ألكسندر أن التقرير، الذي أقرت السي دي سي بنقاط ضعفه، «سيخيف النساء» وسيعطي انطباعًا بأن «الرئيس وإدارته لن يتمكنوا من إصلاح المشكلة وأن الأمر سيزداد سوءًا». قال أن السي دي سي كانت في «رأيه وإحساسه» «تزعزع مكانة الرئيس من خلال ما تنشره».
في 16 سبتمبر، بعد أن جرى الإبلاغ عن التأثير السياسي على السي دي سي، أخذ كابوتو إجازة مرضية لمدة 60 يومًا وطُرد ألكسندر. في مقابلة مع دورية تورنتو غلوب أند ميل بعد مغادرته وزارة الصحة، دافع ألكسندر عن تصرفاته، قائلًا إنه أراد للسي دي سي أن تعد تقاريرها بشكلٍ «أكثرَ تفاؤلًا لكي يشعر الشعب بثقة أكبر حيال الخروج وصرف المال»، وأنه «لم يعتقد أنه ينبغي على المؤسسات أن تناقض أي سياسات رئاسية».
في سبتمبر، أطلق الديمقراطيون في لجنة الرقابة والإصلاح في مجلس النواب المعنية بأزمة فيروس كورونا تحقيقًا حول التدخل السياسي في تقارير السي دي سي وتوصياتها بما يتعلق بفيروس كورونا. أخبرت شارلوت كينت، محررة الإم إم دبليو آر، اللجنة في ديسمبر أنها أُمرت بإتلاف بريد إلكتروني من 8 أغسطس عائد لألكسندر يطلب فيه أن تغير السي دي سي تقريرًا منشورًا في وقت سابق حول مخاطر فيروس كورونا على الأطفال؛ قالت أن البريد الإلكتروني قد حُذف لكنها لا تعلم من الفاعل. على إثر شهادتها، ألغت إدارة ترمب مقابلات مقررة مُسبقًا مع أربعة علماء وموظفين آخرين من السي دي سي.
في ديسمبر أجرى رئيس موظفي السي دي سي السابق كايل ماكغوان، ونائبته، أماندا كامبل، سلسلة من المقابلات تخص تجاربهما. وصفا حملة التصعيد التي دامت لسنوات من قِبل البيت الأبيض للسيطرة على السي دي سي وقمعها خلال فترة عملهما من 2018 حتى أغسطس 2020. قالا أن علم المؤسسة قد كُذّب، وقُمع صوتها، واختُلست ميزانيتها. قال ماكغوين، «يريد الجميع وصف اليوم الذي هُمشّت فيه السي دي سي بلحظة. لم يحدث الأمر بتلك الطريقة. كان الأمر أشبه بيدٍ تمسك شيئًا، وتُغلق ببطء، وتُغلق، وتُغلق، وتُغلق حتى تدرك أنها، منتصف صيف (2020)، تملك قبضة كاملة على كل شيء في السي دي سي».